# Aleksandr Jacenko
Aleksandr Wiktorowicz Jacenko, ros. Александр Викторович Яценко (ur. 22 maja 1977 w Wołgogradzie) – rosyjski aktor filmowy i telewizyjny. W swojej karierze zagrał w ok. 70 filmach i serialach telewizyjnych.
Dwukrotny zdobywca Nagrody Nika za najlepszą rolę męską w filmach: Insight (2015) Aleksandra Kotta i Arytmia (2017) Borisa Chlebnikowa. Grany przez niego bohater pierwszego filmu nagle traci wzrok i musi nauczyć się z tym żyć. Z kolei w Arytmii Jacenko wcielił się w postać przeżywającego kryzys lekarza pogotowia ratunkowego. Kreacja ta przyniosła mu również nagrodę aktorską na MFF w Karlowych Warach.